# Ектор Казнав
Ектор Казнав (фр. Héctor Cazenave; нар. 13 квітня 1914, Монтевідео, Уругвай — пом. 27 вересня 1958) — уругвайський і французький футболіст, що грав на позиції захисника. Учасник третього чемпіонату світу.

## Спортивна кар'єра
У дорослому футболі дебютував 1934 року виступами за команду «Дефенсор Спортінг». За три сезони провів у чемпіонаті Уругваю 47 матчів.
Своєю грою за цю команду привернув увагу представників французького клубу «Сошо», до складу якого приєднався наприкінці сезону 1936/37. Наступного року команда з Франш-Конте, вдруге в своїй історії, стала чемпіоном Франції. Лідером нападу того складу був Роже Куртуа, який двічі ставав найвлучнішим гравцем лігових турнірів. З появою у команді уругвайця, набув потужності і захист клубу. Сучасники називали тріо Лорана Ді Лорто, Етьєна Маттле і Ектора Касенаве «лінією Мажіно». У повному складі захисна лінія «Сошо» виступала і в збірній.
У національній команді дебютував 10 жовтня 1937 року проти збірної Швейцарії (перемога 2:1). До травня наступного року провів ще п'ять товариських матчів і потрапив до заявки на світову першість.
Третій чемпіонат світу приймала Франція. У першому матчі Жан Ніколя і Еміль Венант тричі відзначилися у воротах голкіпера збірної Бельгії, і остаточний рахунок гри — 3:1. Але вже в чвертьфіналі «рідні стіни» не допомогли французам. Перший тайм зі збірною Італії завершився внічию, а в другій половині гри не вдалося втримати Сільвіо Піолу. Після чемпіонату світу до лав збірної більше не залучався.
1939 року в Європі почалася війна і Ектор Касенаве повернувся до Південної Америки. В чемпіонаті Уругваю відіграв ще чотири сезони. Завершив професійну кар'єру футболіста виступами за команду «Дефенсор Спортінг» у 1943 році.

## Досягнення
- Чемпіон Франції (1): 1938

## Статистика
Статистика виступів в офіційних матчах:
| Сезон             | Команда           | Чемпіонат         | Чемпіонат | Чемпіонат | Кубок | Кубок | Збірна | Збірна |
| Сезон             | Команда           | Ліга              | Ігри      | Голи      | Ігри  | Голи  | Ігри   | Голи   |
| ----------------- | ----------------- | ----------------- | --------- | --------- | ----- | ----- | ------ | ------ |
| 1934              | «Дефенсор»        | Д-1               | 12        | 0         | —     | —     | —      | —      |
| 1935              | «Дефенсор»        | Д-1               | 17        | 0         | —     | —     | —      | —      |
| 1936              | «Дефенсор»        | Д-1               | 18        | 0         | —     | —     | —      | —      |
| 1936/37           | «Сошо»            | Д-1               | 1         | 0         | —     | —     | —      | —      |
| 1937/38           | «Сошо»            | Д-1               | 29        | 0         | 1     | 0     | 8      | 0      |
| 1938/39           | «Сошо»            | Д-1               | 29        | 0         | 4     | 0     | —      | —      |
| 1940              | «Дефенсор»        | Д-1               | 17        | 1         | —     | —     | —      | —      |
| 1941              | «Дефенсор»        | Д-1               | 20        | 0         | —     | —     | —      | —      |
| 1942              | «Дефенсор»        | Д-1               | 17        | 0         | —     | —     | —      | —      |
| 1943              | «Дефенсор»        | Д-1               | 14        | 1         | —     | —     | —      | —      |
| Усього за кар'єру | Усього за кар'єру | Усього за кар'єру | 174       | 2         | 5     | 0     | 8      | 0      |

Статистика виступів на чемпіонаті світу:
| 1/8 фіналу 5 червня 1938 |

| Франція                   | 3 — 1 | Бельгія      |
| ------------------------- | ----- | ------------ |
| Венант 1' Ніколя 11', 69' | Звіт  | Ісемборг 19' |

| «Олімпійський стадіон Ів дю Мануар» (Коломб) Глядачів: 30 454 |

Франція: Лоран Ді Лорто, Ектор Касенаве, Етьєн Маттле (), Жан Бастьєн, Огюст Жордан, Рауль Дьянь, Альфред Астон, Оскар Ессерер, Жан Ніколя, Едмон Дельфур, Еміль Венант. Тренер — Гастон Барро.
Бельгія: Арнольд Баджу, Робер Паверік, Корнель Сейс, Жан ван Альфен, Еміль Стейнен (), Альфонс Де Вінтер, Шарль Ванден Ваувер, Бернар Ворхоф, Анрі Ісемборг, Раймон Брен, Нан Буйле. Тренер — Джек Батлер.
| 1/4 фіналу 12 червня 1938 |

| Франція     | 1 — 3 | Італія                      |
| ----------- | ----- | --------------------------- |
| Ессерер 10' | Звіт  | Колауссі 10' Піола 52', 72' |

| «Олімпійський стадіон Ів дю Мануар» (Коломб) Глядачів: 58 455 |

Франція: Лоран Ді Лорто, Ектор Касенаве, Етьєн Маттле (), Жан Бастьєн, Огюст Жордан, Рауль Дьянь, Альфред Астон, Оскар Ессерер, Жан Ніколя, Едмон Дельфур, Еміль Венант. Тренер — Гастон Барро.  
Італія: Альдо Олів'єрі, Альфредо Фоні, П'єтро Рава, П'єтро Серантоні, Мікеле Андреоло, Уго Локателлі, Амедео Б'яваті, Джузеппе Меацца (), Сільвіо Піола, Джованні Феррарі, Джино Колауссі. Тренер — Вітторіо Поццо.